# Anghiari csata

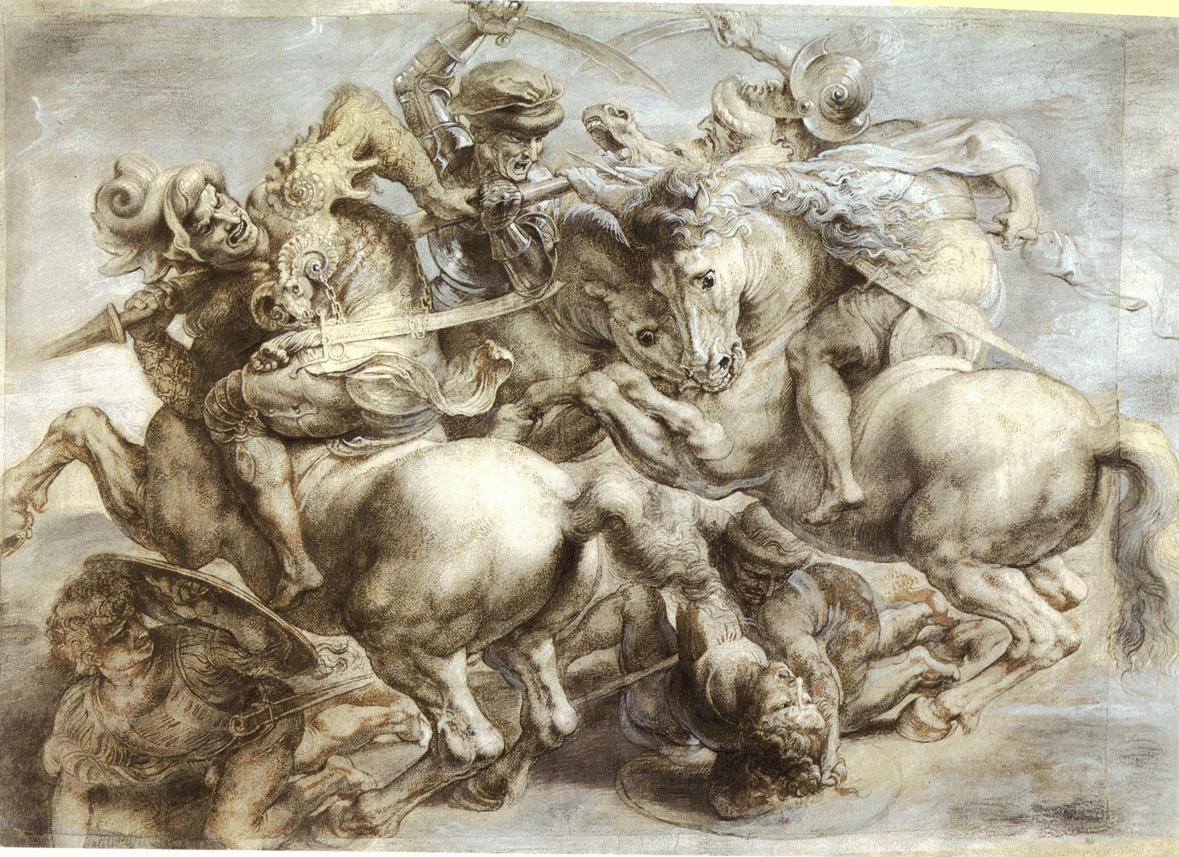
Peter Paul Rubens (?): Harc a zászlóért (Anghiari csata) (kréta, 1603 körül), Louvre, Párizs

Az Anghiari csata (Battaglia di Anghiari) Leonardo da Vinci 1503-ben elkezdett, majd félbehagyott és azóta elveszett festménye. Gyakran hivatkoznak rá úgy mint az „elveszett Leonardo”. Egyes feltételezések szerint a festmény a firenzei Palazzo Vecchióban az Ötszázak termének egyik freskója alatt található. A terem falán ma Giorgio Vasari freskója látható a marcianói csatáról. Vasari, hogy megőrizze Leonardo befejezetlen művét, a freskót vékony fallal takarhatta el, és erre festette rá a ma is látható saját művét.

## A festmény

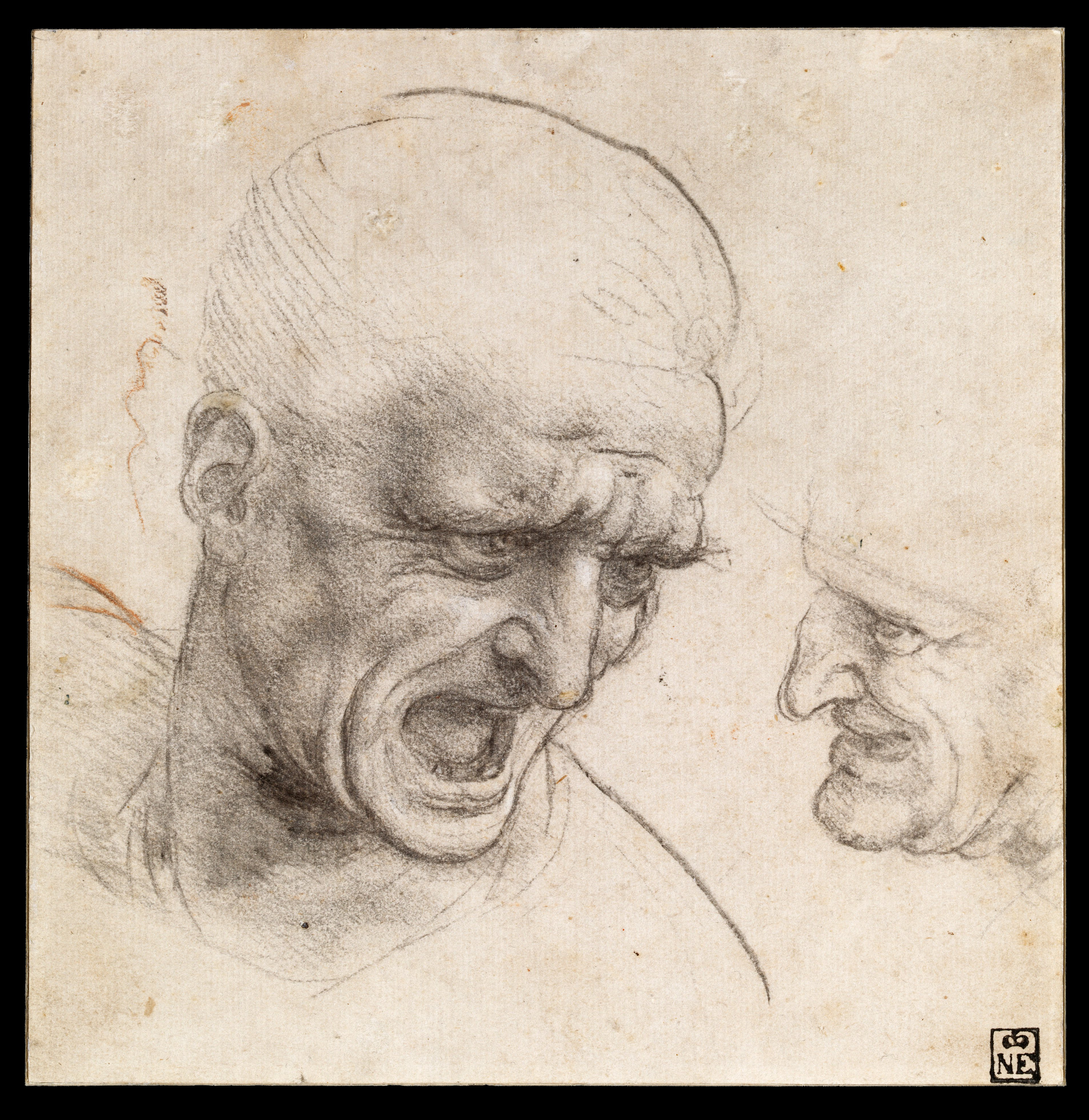
Leonardo da Vinci: Tanulmány két harcos fejéhez (fekete kréta, vörös kréta, papír, 1504–1505 körül), Szépművészeti Múzeum, Budapest

Da Vincit Piero Soderini Firenze gonfalonieréje bízta meg azzal a feladattal, hogy a Palazzo Vecchio Ötszázak termének egyik hosszanti falát festményével díszítse. A festmény témájául az Anghiari csatát, a Firenzei Köztársaság, a Velencei Köztársaság és a Pápai állam egyesült seregeinek Milánó városa felett aratott 1440-es győzelmét jelölték ki. Da Vinci nem egyedül lett megbízva, az Ötszázak termének másik hosszanti falát riválisára, a kor másik nagy művészére Michelangelóra bízták. Ez volt az egyetlen alkalom, hogy Da Vinci és Michelangelo közös megbízáson dolgoztak. Michelangelo feladata a Cascinai-csata megörökítése volt. Festménye azt a jelenetet ábrázolta, melyen egy csapat fürdőző katonát támad meg az ellenség. Azonban nem fejezte be a művet, a vázlatrajzzal elkészült, de megfesteni már nem tudta, mert II. Gyula pápa sírjának megtervezéséhez Rómába kellett utaznia.

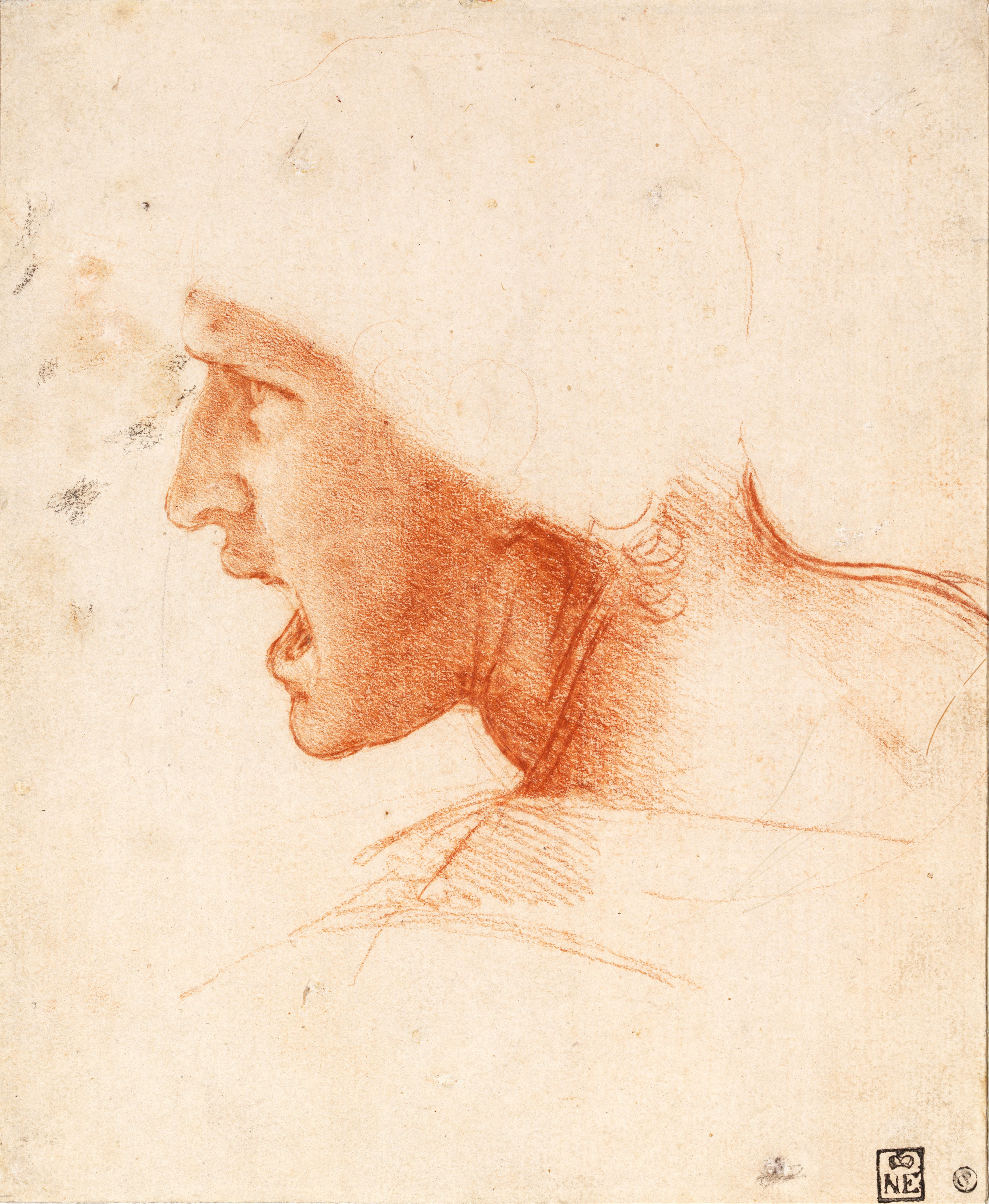
Leonardo da Vinci: Recto: Tanulmány harcos fejéhez (vörös kréta, alapozott papír, 1504–1505 körül), Szépművészeti Múzeum, Budapest

Leonardo több a festményhez készített tanulmányrajza is fennmaradt, ezek közül kettő (Tanulmány két harcos fejéhez és Recto: Tanulmány harcos fejéhez) ma a budapesti Szépművészeti Múzeum gyűjteményében látható. A központi jelenet kompozícióját leginkább Peter Paul Rubensnek tulajdonított rajz alapján ismerhetjük, mely ma a Louvre-ban látható. A Harc a zászlóért (1603 körül) című rajz nem az eredeti festmény, hanem Lorenzo Zacchia 1553-ban készült metszete alapján készült. Zacchia vagy az eredeti festmény, vagy da Vinci tanulmányrajzai alapján dolgozhatott. Rubens nagyon jól visszaadja a csata dühét, a harcosok erőteljes érzelmi reakcióját. Az Anghiari csata és Rubens egy másik festménye, a Krokodil- és vízilóvadászat (1616) című festménye közötti hasonlóság szembetűnő.
Leonardo a feladathoz egy olyan állványt épített, melynek magasságát harmonikaszerűen lehetett állítani. Mivel nem voltak jó tapasztalatai a freskófestéssel kapcsolatban, ezért más technikát keresett. Olajfestéket szeretett volna használni közvetlenül a falfelületen. A festék gyorsabb száradása érdekében nagy tartókban elhelyezett faszénparázzsal fűtötte a falfelületet, de a hűvös, nyirkos teremben az eljárás nem működött megfelelően és a festék nem száradt elég gyorsan: több helyen is folyni, csöpögni kezdett, a freskó pedig pusztulásnak indult. Leonardo ezután felhagyott a munkával és sosem fejezte be a festményt.
Majdnem egy évtizedig díszítette Leonardo és Michelangelo alkotása ugyanannak a teremnek a falait. Michelangelo művét 1512-ben Bartolommeo Bandinelli olasz szobrász művészi féltékenységből leszedette. Leonardo Anghiari csatájának központi jelenete azonban lenyűgözte kora közönségét, számos másolat készült róla. A 16. század derekán Giorgio Vasarit kérték fel az Ötszázak termének átalakítására. Vasari átalakította és kibővítette a hatalmas termet és hat freskót festett a két hosszanti falra. Feltételezések szerint, hogy Vasari megőrizze Leonardo befejezetlen művét, az Anghiari csata maradványait vékony fallal takarhatta el, és erre festette rá a ma is látható saját művét.

## A festmény keresése
Maurizio Seracini olasz mérnök 2011-ben a National Geographic finanszírozásával engedélyt kapott Firenze városától arra, hogy Vasari kérdéses freskóján próbafúrásokat végezzenek, hogy kiderítsék, valóban Leonardo alkotása rejtőzik-e a ma látható csatajelenet mögött. Seracini hat apró méretű lyukat fúrt a freskóba és arra megállapításra jutott, hogy olyan anyagmaradványokat talált, amilyeneket Leonardo használt a Mona Lisa (1503-19) megfestésekor. A firenzei műemlékfelügyelőség nem találta meggyőzőnek a Seracini jelentésében foglaltakat és a vizsgálatok leállítása mellett döntöttek.

## Galéria

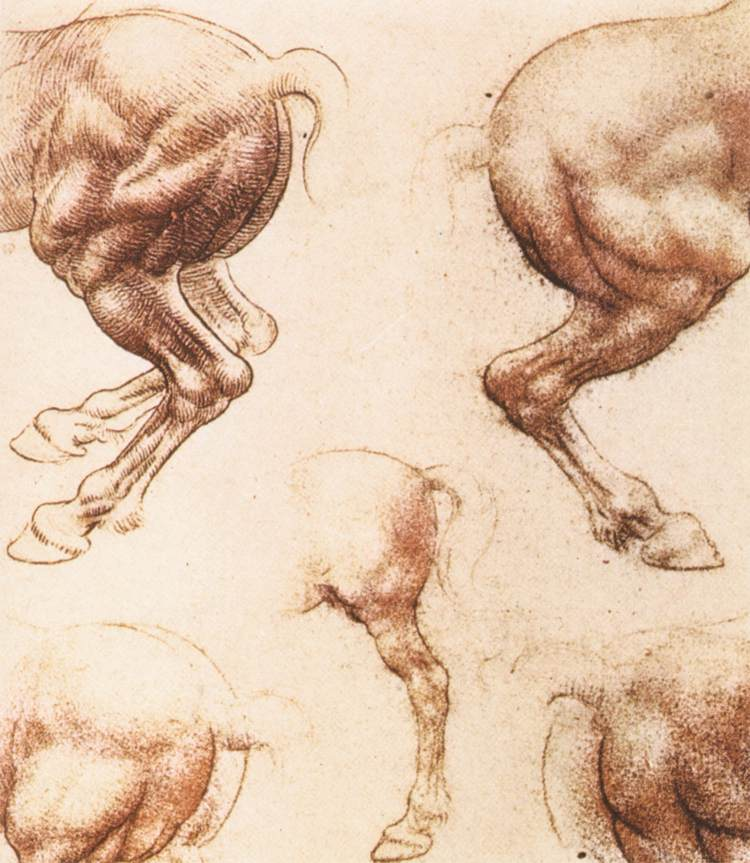
Tanulmány lovakhoz (vörös kréta, papír, 1504-1506 körül), Royal Librarian, London
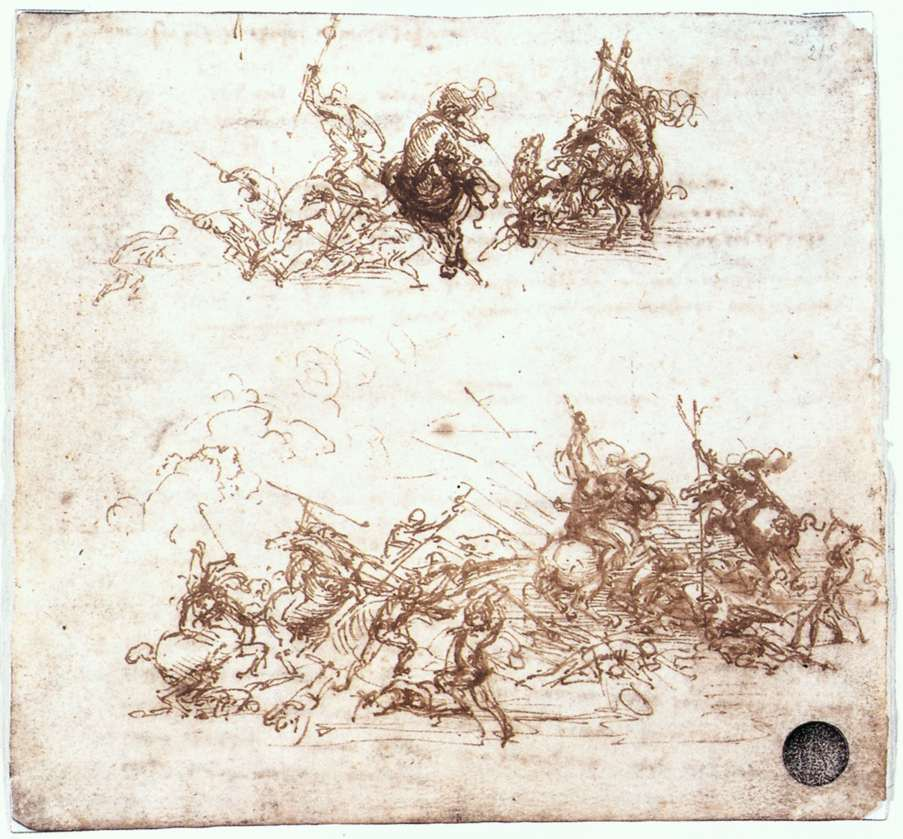
Tanulmány csatához (tinta, papír, 1503-1504 körül), Gallerie dell'Accademia, Velence
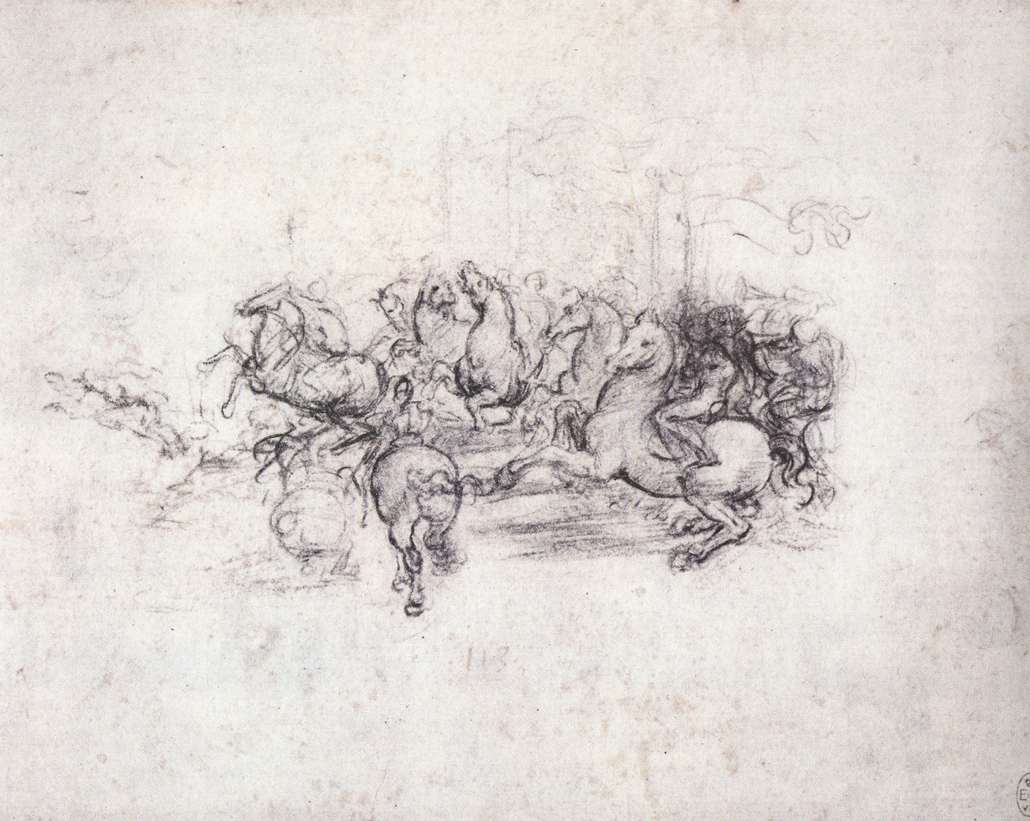
Tanulmány lovasok csoportjához (fekete kréta, alapozott papír, 1503-1504 körül), Royal Librarian, London
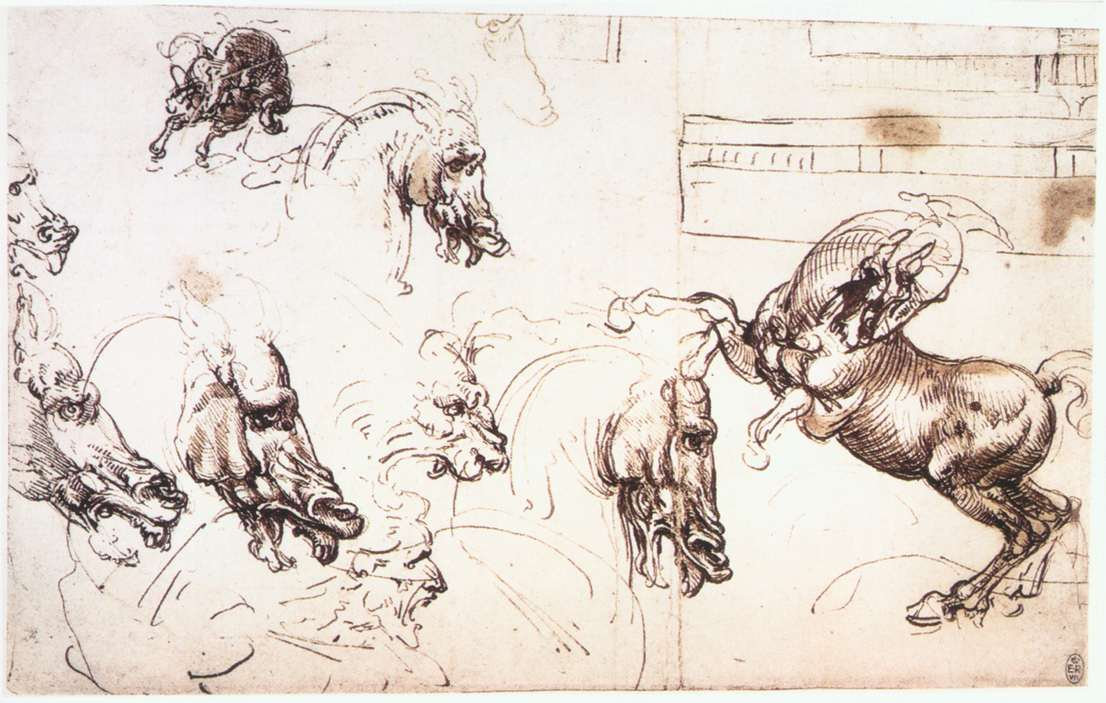
Tanulmány lovakhoz (fekete kréta, vörös kréta, papír, 1503-1504 körül), Royal Librarian, London